# Tomás de Inés Ríncon
Tomás de Inés Rincón (Marugán, 22 de diciembre de 1758 - Málaga, 1804) fue un maestro organero español.

## Biografía
Natural del municipio de Marugán (Segovia), perteneció a una familia de organeros iniciada por Francisco Ortega Pérez, de la que también formaron parte su padre Juan de Inés y Ortega, José de Inés Rincón (hermano) y Leandro Garcimartín de Inés que era su sobrino. 
Se desgajó del ámbito geográfico habitual de su familia y aparece en Málaga formando equipo con Julián de la Orden en la construcción de los órganos de la catedral. La organería malagueña está presente en Antequera, a través de este organero. Aquí, construye el órgano de San Juan de Dios en 1788 y el de Santa Clara de Belén en 1791.
En Málaga construyó también el órgano de la iglesia de la Concepción. En el año 1801 aparece como organero catedralicio, tres años más tarde, en 1804 moría en esa misma ciudad.